# Svartdalen
Svartdalen är ett naturreservat i  Söderköpings kommun i Östergötlands län.
Området är naturskyddat sedan 2016 och är 42 hektar stort. Reservatet består av gammal granskog med sumpskog i svackor och torrare tallhällar på höjder.